# Horst Freytag
Horst Freytag (* 28. März 1906 in Adamsheide, Kreis Osterode in Ostpreußen; † nach 1943) war ein deutscher Jurist, NSDAP-Mitglied, SA- und SS-Angehöriger (zuletzt im Range eines SS-Obersturmbannführers) und während des Zweiten Weltkrieges von 1940 bis 1942 Leiter der Geheimen Staatspolizei (Gestapo) in Braunschweig und ab Ende 1942 der Staatspolizei im ostpreußischen Königsberg.

## Leben
Freytag war von März 1923 bis März 1924 landwirtschaftlicher Lehrling und anschließend landwirtschaftlicher Beamter. Zum 1. April 1933 trat Freytag der NSDAP bei (NSDAP-Mitgliedsnummer 1.814.153) und war seit Juli 1933 Angehöriger der SA, aus der er am 13. September 1937 zur SS (SS-Nummer 290.222) übertrat. Zwischenzeitlich hatte er Rechtswissenschaften studiert. Nachdem er im Januar 1936 das Assessorexamen bestanden hatte, wurde er am 24. September des Jahres vom Geheimen Staatspolizeiamt (Gestapa) in Berlin eingestellt.

### Gestapo-Leiter in Braunschweig und Königsberg
Am 1. Januar 1939 wurde Freytag zur Staatspolizei (StaPo) in Königsberg versetzt. Am 31. August 1939 erfolgte dort seine Ernennung zum Regierungsrat. Vom 9. September 1940 bis 31. Oktober 1942 leitete Freytag als Nachfolger von Eduard Holste die Staatspolizeistellen Braunschweig, wo er zur Beförderung zum SS-Obersturmbannführer vorgeschlagen wurde. Sein Stellvertreter war der von der Gestapo aus Hannover nach Braunschweig abgeordnete Otto Bührmann (1890–1956). Am 30. Oktober 1942 wurde Freytag wieder zur Stapo Königsberg versetzt, deren Leitung er übernahm. Sein Amtsnachfolger in Braunschweig wurde Günter Kuhl. Freytag wurde in Königsberg am 25. Januar 1943 zum Oberregierungsrat befördert. Am 20. April 1943 wurde er SS-Obersturmbannführer.
In der Endphase des Zweiten Weltkrieges verliert sich seine Spur.